# Афйонкарагісар
Афйонкарахісар (тур. Afyonkarahisar) — місто в Туреччині, в Егейському регіоні, адміністративний центр ілю Афйонкарагісар. Населення міста 173 100 мешканців (станом на 2010 рік), воно розташоване на відстані 250 км на південний захід від Анкари.
Афйонкарагісар був заснований ще стародавніми греками. Перша згадка датується 739 роком, але, найімовірніше, воно було засноване набагато давніше.

## Етимологія
Назва Афйонкарахісар (від назви «чорний замок» турецькою мовою) — оскільки тут є замок на чорній скелі. Також відомий просто як Афйон. Місто було відоме як Афйон (опій), поки назву було змінено на Афйонкарахісар парламентом Туреччини в 2004 році.